# Alina Romanowna Kowaljowa
Alina Romanowna Kowaljowa (russisch Алина Романовна Ковалёва; * 18. Februar 1993 in Slanzy) ist eine russische Curlerin. Derzeit ist sie Skip der russischen Nationalmannschaft. 

## Karriere
Ihr erster großer internationaler Erfolg war der Gewinn der Goldmedaille bei der Mixed-Doubles-Weltmeisterschaft 2011, bei der sie mit Alexei Zeloussow spielte. 
2013 nahm sie mit dem russischen Juniorinnen-Nationalteam auf der Position des Third an der Juniorenweltmeisterschaft und gewann die Goldmedaille. Bei der Juniorenweltmeisterschaft 2014 gewann sie die Bronzemedaille.
2016 nahm sie als Ersatzspielerin im russischen Team an der Weltmeisterschaft 2016 teil. Die Mannschaft mit Anna Sidorowa
(Skip), Margarita Fomina (Third), Alexandra Rajewa (Second) und Nkeiruka Jesech (Lead) gewann die Bronzemedaille. Bei der Weltmeisterschaft 2017 spielte sie als Second und konnte mit Sidorowa, Fomina, Jesech und Rajewa die Silbermedaille gewinnen, nachdem das Team im Finale gegen das kanadische Team von Skip Rachel Homan mit 3:8 verloren hatte. 
Bei der Europameisterschaft 2015 in Esbjerg war sie als Ersatzspielerin dabei und zog mit der russischen Mannschaft in das Finale ein. Dort schlug das Team die schottische Mannschaft von Eve Muirhead mit 6:4. Bei der Europameisterschaft 2017 trat sie wieder als Ersatzspielerin mit dem Team Sidorowa an; das Team wurde Fünfter. Im darauffolgenden Jahr führte sie bei der Europameisterschaft in Tallinn die russische Mannschaft als Skip. Sie kam mit ihrem Team in die Play-offs und verlor dort im Halbfinale gegen Schweden (Skip: Anna Hasselborg) und im Spiel um Platz 3 gegen die deutsche Mannschaft um Skip Daniela Jentsch.